# Уэлборн, Джек
Джек Уэлборн (англ. Jack Whelbourne; род. 2 августа 1991) — британский шорт-трекист, бронзовый призёр 
чемпионата мира, шестикратный призёр чемпионата Европы. Участник зимних Олимпийских игр 2010 и 2014 года.

## Спортивная карьера
Джек Уэлборн родился в английском городе Ноттингем, в церемониальное графстве Ноттингемшир. Начал тренироваться на базе клуба «Nottingham Ice Racing Club» вместе со своей сестрой Алекс в возрасте 6 лет. Его родители отец Джейсон Уэлборн и мать Тони поддерживали с раннего детства своих детей в их начинании. 
Он присоединился к юниорской сборной Великобритании, когда ему было всего 14 лет,
а в январе 2010 года выиграл первую бронзовую медаль на юниорском чемпионате мира в Тайбэе на дистанции 1500 м. В том же году во время чемпионата Европы в Дрездене команда британских шорт-трекистов в эстафете с результатом 6:47.691 заняла 3-е место, уступив первенство соперникам из Германии (6:45.256 — 2-е место) и Италии (6:45.195 — 1-е место).
На своих первых зимних Олимпийских играх в Ванкувере 13 февраля Уэлборн занял 16-е место на дистанции 1500 м, а 26 февраля вместе с командой занял 6-е место в эстафете. Через год на очередном юниорском чемпионате мира в Курмайоре Джек завоевал серебряную медаль в личном многоборье, а на чемпионате Европы в Херенвене выиграл золотую медаль в беге на 500 м, серебряную на 1000 м, и бронзовую в эстафете.
На зимних Олимпийских играх 2014 года Уэлборн был заявлен для участия в забеге на 500, 1000 и 1500 м. 10 февраля 2014 года во время финального забега на 1500 м он во время одного из поворотов потерял равновесие и врезался в ограждение. Испытывая дискомфорт в лодыжке Уэлборн не смог закончить забег и не финишировал. Несмотря на это в общем зачете он занял 7-ю позицию и стал первым британским конькобежцем, достигшим финала на дистанции 1500 метров на зимних Олимпийских играх.. 13 февраля 2014 года во время квалификационного забега пятой группы на 1000 м с результатом 1:26.086 он финишировал третьим и прекратил дальнейшую борьбу. Во время этого забега занять второе место и пройти квалификацию ему помешал соперник из США — Эдуардо Альварес. В общем зачете он занял 21-ю позицию. 18 февраля 2014 года во время квалификационного забега четвёртой группы на 500 м с результатом 42.513 он финишировал четвёртым и прекратил дальнейшею борьбу за медали. В общем зачете он занял 27-ю позицию.
После игр в марте на чемпионате мира в Монреале он вместе с командой впервые поднялся на подиум, завоевав бронзовую медаль в эстафете, а в личном многоборье занял 29-е место. Его постоянно преследовали травмы и в том числе из-за соскользнувшего диска в 2015 году, из-за чего он выбыл почти на четыре месяца, а как вернулся к соревнованиям он получил серьезные ушибы на ногах. Он восстановился и занял 9-е место в общем зачете Кубка мира в сезоне 2015/2016 годов.
В 24-летнем возрасте Джек заявил о намерении закончить профессиональные выступления, что не в последнюю очередь было обусловлено травмами. Он ещё продолжал выступать и на чемпионате Европы в Сочи помог эстафетной команде подняться на 3-е место. Завершил карьеру в начале 2017 года.

## Личная жизнь
Джек Уэлборн был в паре со знаменитой британской шорт-трекисткой Эли́з Кри́сти. Его сестра Алекс Стэнли и шурин Пол Стэнли также бывшие конькобежцы национальной сборной Великобритании. Сейчас он популярный и влиятельный олимпийский оратор на автодроме, благодаря захватывающим историям, которые он рассказывает.